# Народна скупштина Краљевине Србије (8 – 17. маја 1905)
Сазвана указом за 8. мај 1905, y ванредан сазив за 1905. годину, Народна скупштина је приступила избору часништва. Како је нешто пре тога дошло до разлаза између радикала и самосталних радикала, обе странке иступиле су са засебним листама. Прозивком која је извршена утврдило се да нема довољног броја посланика за пуноважно решавање. Седница је, ради тога, била заказана за следећи дан, којом приликом је Скупштина одмах прешла на конституисање. Од свих кандидата за председника Скупштине Аца Станојевић добио је највећи број гласова, али тиме ипак није постигнута потребна већина. Избор је извршен и по други пут, са истим резултатом. Наређен је и трећи избор, па је са релативном већином поново изабран Аца Станојевић који се на избору захвалио, сматрајући да му такав избор „не даје довољног ауторитета потребног за председника Народне скупштине."
Привремени председник је по томе закључио скупштинску седницу. Влада Николе Пашића дала је одмах после тога оставку. 17. маја 1905 Народна скупштина била је распуштена a нови избори заказани су за 10. јул 1905.